# ویکتور کینگیسپ
ویکتور کینگیسپ (Kaarma; ۲۴ مارس ۱۸۸۸ – ۴ مهٔ ۱۹۲۲) سیاستمدار کمونیسم و رهبر حزب کمونیسم استونی بود.
وی پسر یک کارگر کارخانه بود و در دوران دانش‌آموزی در آرنسبورگ (کورساره کنونی) به حلقه مارکسیستی پیوست، سپس بخش حزب سوسیال دموکرات کارگری روسیه را استونی سازمان‌دهی کرد. پس از انقلاب فوریه به پتروگراد (سن پترزبورگ کنونی) رفت و به بلشویک‌ها و گارد سرخ روسیه پیوست. پس از انقلاب اکتبر او به معاونت شورای انقلابی استونی در روال (تالین[[]] کنونی) رسید اما پس از اشغال استونی توسط ارتش آلمان، به پتروگراد بازگشت و عضویت چکا درآمد.
کینگیسپ در نوامبر ۱۹۱۸ به استونی بازگشت تا حزب ممنوعه کمونیست استونی را سازماندهی کند، و ریاست اولین کنگره آن را در نوامبر ۱۹۲۰ بر عهده گرفت. او در ۳ مه ۱۹۲۲ توسط پلیس سیاسی استونی، پس از تظاهرات گسترده ماه مه در تالین دستگیر شد و در همان شب اعدام شد.
دولت شوروی شهر یامبورگ را به افتخار او به "کینگیسپ" تغییر نام داد. یکی از شهرهای استونیایی کورساره در جزیره سارما نیز برای قدردانی از او به «کینگیسپ» تغییر نام یافت. بسیاری از شهرهای استونی در دوران اتحاد جماهیر شوروی، خیابان ویکتور کینگیسپا مخصوص به خود را داشتند.